# Glenarden
Glenarden és una població dels Estats Units a l'estat de Maryland. Segons el cens del 2000 tenia 6.318 habitants.

## Demografia
Segons el cens del 2000, Glenarden tenia 6.318 habitants, 2.078 habitatges, i 1.664 famílies. La densitat de població era de 1.862,1 habitants/km².
Dels 2.078 habitatges en un 41,5% hi vivien nens de menys de 18 anys, en un 37,9% hi vivien parelles casades, en un 36,7% dones solteres, i en un 19,9% no eren unitats familiars. En el 17,7% dels habitatges hi vivien persones soles el 5% de les quals corresponia a persones de 65 anys o més que vivien soles. El nombre mitjà de persones vivint en cada habitatge era de 3,04 i el nombre mitjà de persones que vivien en cada família era de 3,39.
Per edats la població es repartia de la següent manera: un 35,6% tenia menys de 18 anys, un 7,8% entre 18 i 24, un 27% entre 25 i 44, un 20% de 45 a 60 i un 9,6% 65 anys o més.
L'edat mediana era de 31 anys. Per cada 100 dones de 18 o més anys hi havia 68,7 homes.
La renda mediana per habitatge era de 44.583 $ i la renda mediana per família de 45.932 $. Els homes tenien una renda mediana de 37.961 $ mentre que les dones 32.953 $. La renda per capita de la població era de 18.578 $. Entorn del 15,9% de les famílies i el 15,6% de la població estaven per davall del llindar de pobresa.

## Poblacions més properes
El següent diagrama mostra les poblacions més properes.